# Ẩm thực Burundi

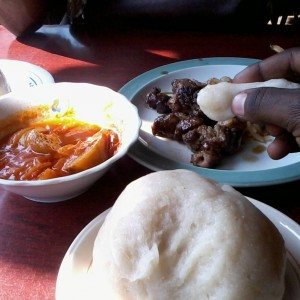
Thực phẩm trong bữa ăn của người Burundi

Burundi nằm ở Trung Phi và có địa hình toàn núi, trảng cỏ và đồng ruộng, với rừng xung quanh sông. Nông nghiệp bao phủ 80% bề mặt quốc gia này và nó bao gồm cà phê, trà, ngô, đậu và sắn. Do những đặc điểm này, ẩm thực Burundi phản ánh văn hóa nông nghiệp ở châu Phi, bao gồm đậu là thực phẩm thiết yếu, các loại trái cây (chủ yếu là chuối) chuối nấu ăn, khoai lang, sắn, đậu Hà Lan, ngô và cây lương thực, như ngô và lúa mì. Không nhiều thịt trong bữa ăn ở Burundi, chăn nuôi là nghề nghiệp phụ ở đây. Nhưng vẫn có một số món thịt như thịt thịt dê và thịt cừu nhưng thịt bò rất hiếm.

## Hình ảnh

Vị trí của Burundi
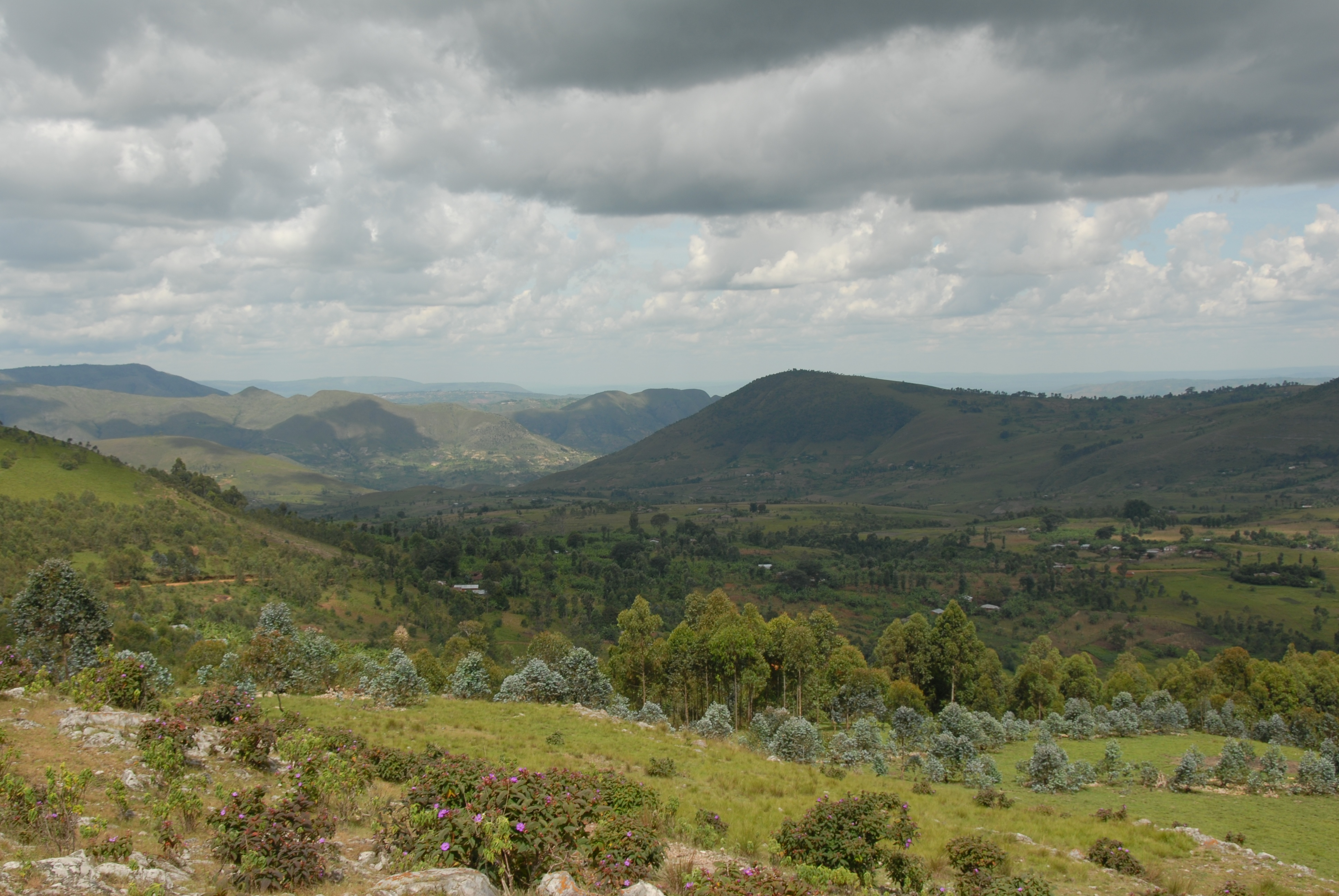
Phong cảnh Burundi
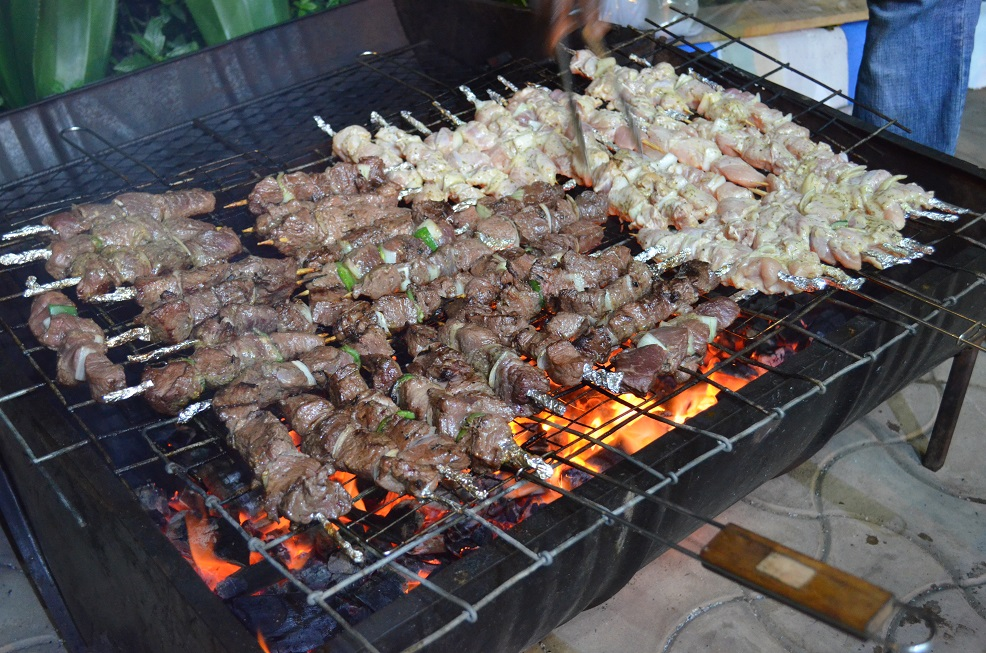
Thịt xiên nướng ở Burundi
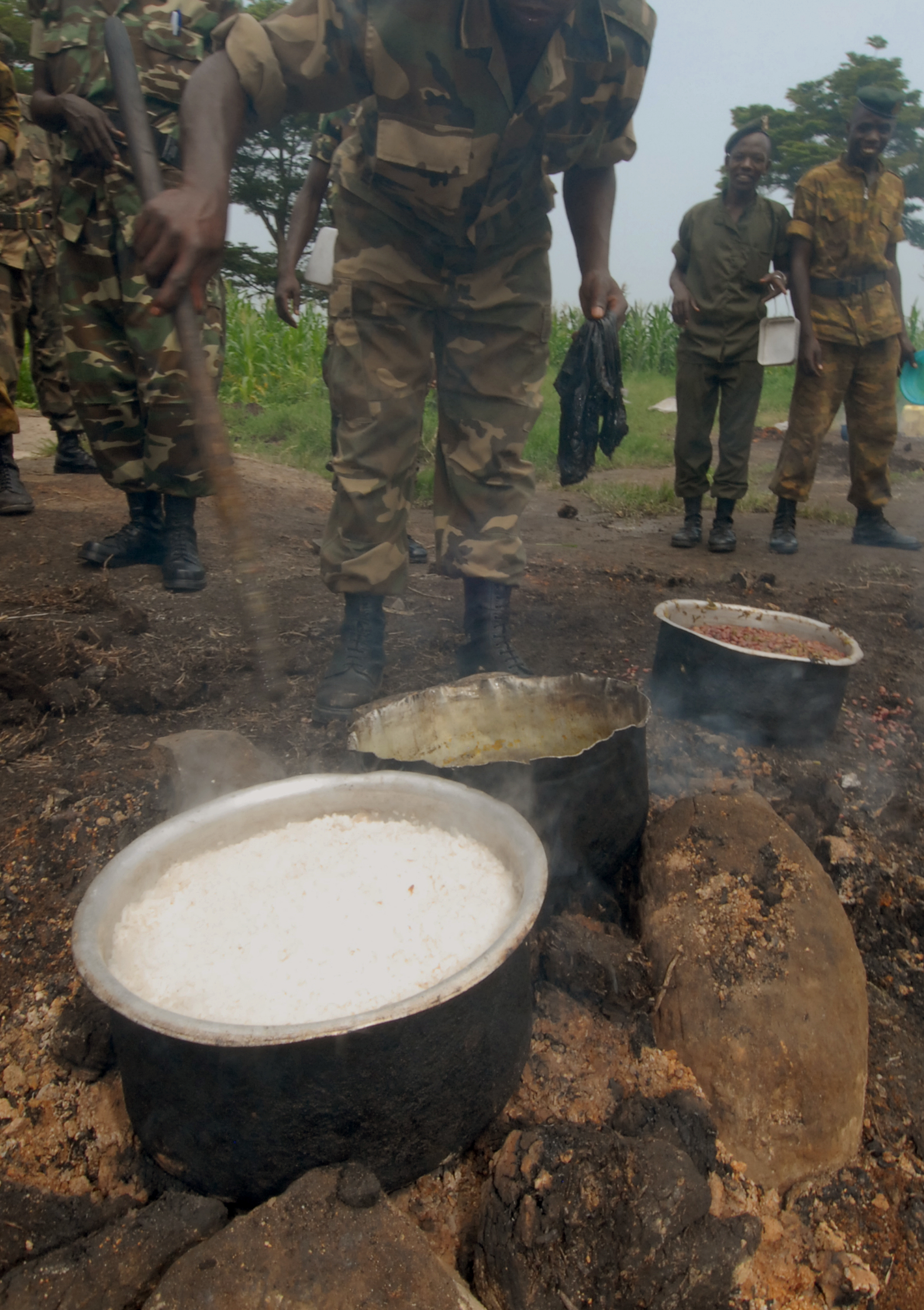
Những người lính Bjumbura Burundi nấu bằng nồi sufuria trên lửa